# Björn Svinhufvud
Björn Svinhufvud, född den 21 augusti 1608 på Kvalsta i Östuna socken, död där den 13 augusti 1672, var en svensk militär. Han var far till Erik Svinhufvud.
Svinhufvud blev volontär vid Livgardet 1627. Efter att ha varit förare vid Västmanlands regemente blev han fänrik vid Upplands regemente 1629 och kapten där 1635. Svinhufvud blev major vid Västerbottens regemente 1654, överstelöjtnant där 1656 och överste för regementet 1667. Han gravsattes i Östuna kyrka, där hans vapen uppsattes.